# جيمس بيلي (سياسي كندي)
جيمس بيلي هو سياسي كندي، ولد في 1860، وتوفي في 7 أبريل 1935.